# Denise Quiñones

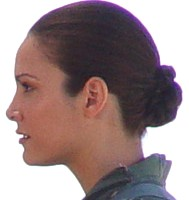

Denise Marie Quiñones August (ur. 9 września 1980 w Ponce, Portoryko) – Miss Universe w 2001 roku.
Czwarta Portorykanka, która zdobyła tytuł Miss Universe. Wygrała ten konkurs, wyprzedając grecką supermodelkę Evelina Papantiou.